# Boris Ostanine
Boris Vladimirovitch Ostanine (en russe : Борис Владимирович Останин), né le 1er octobre 1946 en Mongolie et mort le 22 septembre 2023 à Saint-Pétersbourg, est un essayiste, traducteur, rédacteur et homme de lettres soviétique puis russe.

## Biographie

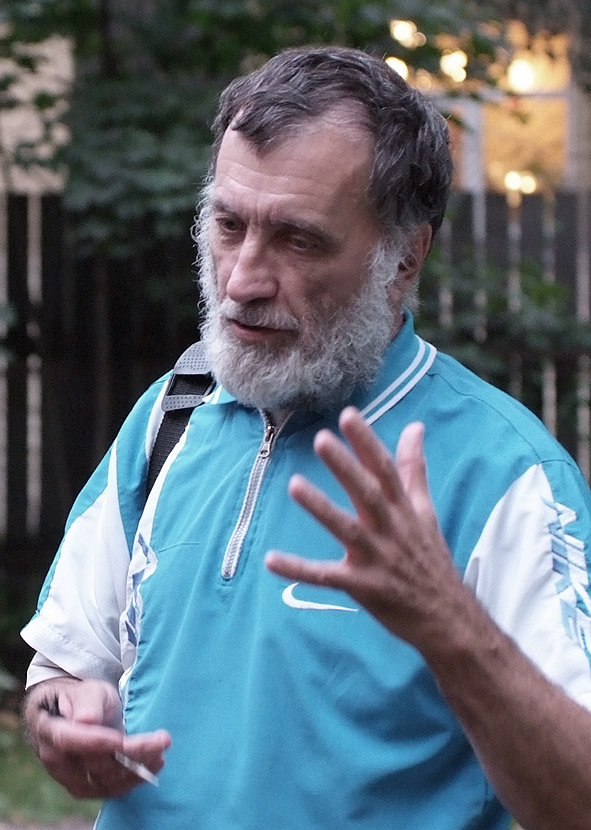
Boris Ostanine en 2009.

Boris Ostanine naît dans la famille d'un militaire aviateur et passe son enfance au gré des affectations de son père dans toute l'URSS. Il est à Léningrad à partir de 1961. Après avoir terminé la faculté de mathématico-mécanique, il est employé à de petits travaux de gardien, liftier, etc.
Il est corédacteur du samizdat Tchassy (« Les Heures ») avec Boris Ivanov qu'ils fondent en 1976. C'est l'un des cofondateurs du prix Andreï Biély qui devient rapidement un événement littéraire de la vie intellectuelle dissidente et qui est aujourd'hui un prix littéraire de renom en Russie contemporaine. Il est membre du comité. Boris Ostanine est rédacteur en chef des éditions Tchernychov de Saint-Pétersbourg entre 1992 et 1997, puis il est rédacteur et consultant aux éditions Amphora.
Il a publié du temps du samizdat (sous différents pseudonymes), et après 1990 dans des périodiques à grand tirage, des articles de critique littéraire sur la poésie russe récente, la poésie étant en Russie un genre littéraire beaucoup plus apprécié et lu qu'en France par exemple. Il est également l'auteur de deux livres d'aphorismes. Il a traduit du français et de l'anglais en russe la prose ou la dramaturgie de Camus, Ionesco, Jean Genet, Carson McCullers, Carlos Castaneda, ainsi qu'une monographie du russo-américain Vladimir Markov L'Histoire du futurisme russe.

## Quelques œuvres
- Пунктиры (Lignes de points), Saint-Pétersbourg, éditions Ivan Limbach, 2000
- Белые флаги (Les Drapeaux blancs), Saint-Pétersbourg, Amphora, 2004
- Молния и радуга (Foudre et arc-en-ciel), articles de critique littéraire des années 1980, Saint-Pétersbourg, éditions N.N. Novikov, 2003 (avec A. Kobak)
- На бреющем полете (En vol rasant), Saint-Pétersbourg, Amphora, 2009
- 37 и 1 (37 et 1), Saint-Pétersbourg, Amphora, 2015